# Rossy de Palma
Rossy de Palma, pseudonimo di Rosa Elena García Echave (Palma di Maiorca, 16 settembre 1964), è un'attrice spagnola.

## Biografia
Trascorre l'infanzia nelle native Baleari per poi trasferirsi a Madrid dove fonda con delle altre ragazze un gruppo musicale chiamato Peor impossible, prendendo il nome d'arte di Rossy Peor, che più tardi modificherà in Rossy Von Donna.
Dotata di un viso dai lineamenti irregolari ed atipici, per il quale verrà spesso indicata come "dama Picasso", nella metà degli anni 80 incanta Pedro Almodóvar che le offre un'opportunità nel film La legge del desiderio del 1987. L'incontro con Almodóvar si rivela proficuo, tanto che l'attrice comparirà in più pellicole del regista come Donne sull'orlo di una crisi di nervi del 1988, Légami! del 1990, Kika del 1993, Il fiore del mio segreto del 1995. Per questi due ultimi ruoli verrà nominata al Goya (l'Oscar spagnolo) nel 1993 e nel 1995, senza riuscire a vincerlo. Si è anche fatta conoscere nel cinema italiano grazie a Chicken Park (1994), parodia del kolossal spielberghiano Jurassic Park diretto da Jerry Calà, Peggio di così si muore di Marcello Cesena e interpretando la donna di Aldo nel film Tu la conosci Claudia?, commedia del 2004 di Aldo, Giovanni e Giacomo. Ha lavorato anche con Lina Wertmüller, nel film Metalmeccanico e parrucchiera in un turbine di sesso e politica, e con il noto produttore Luciano Martino che l'ha diretta nel suo primo film in Italia, Nel giardino delle rose, accanto a Massimo Ghini e Giancarlo Giannini, nonché, nel 2019 con Mio fratello rincorre i dinosauri, regia di Stefano Cipani.
Ha recitato soprattutto in Spagna, ottenendo numerosi riconoscimenti, ma si ricordano anche le sue interpretazioni in film statunitensi come Prêt-à-Porter di Robert Altman, dove interpreta il ruolo di Pilár, accanto a un cast stellare che comprende anche Kim Basinger, Rupert Everett, Anouk Aimée e Marcello Mastroianni e nel musical grottesco Franchesca Page, diretto dalla fotografa Kelley Sane, dove l'attrice ricopre uno dei ruoli più memorabili della sua carriera, interpretando infatti una sadica e psicopatica produttrice teatrale decisa a far fallire lo spettacolo chiave della pellicola, al quale fa perno la rivalità tra madre e figlia (interpretate da due drag queen). 
Negli anni 2000 si divide tra Spagna e Spagna del sud interpretando film come People, dove torna a recitare al fianco di Rupert Everett e con Ornella Muti, Double Zéro e 20 centimetri, nonché apparendo in un cameo nel film dell'amico Almodóvar Gli abbracci spezzati, dove si cimenta in un breve duetto con Penélope Cruz.
Parallelamente alla carriera di attrice, saltuariamente si produce come cantante e soprattutto modella di stilisti come Louis Vuitton e Jean-Paul Gaultier. Per la primavera/estate 2012 è stata, insieme a Pedro Almodóvar e a Mariacarla Boscono, protagonista della campagna Missoni, ambientata in Spagna. Nell'ambito della moda è nota anche per essere madrina di "A Shaded View On Fashion Film", il noto festival di cortometraggi riguardanti la moda, creato e curato da Diane Pernet. 
Nel 2007 ha realizzato una linea di profumi con il suo nome attraverso la compagnia cosmetica francese Etat Libre d'Orange. Nel 2011 è stata testimonial e ospite ufficiale alla presentazione del libro Il labirinto femminile di Alfonso Luigi Marra. È anche occasionalmente scrittrice, nonché pittrice, scultrice, regista di spot pubblicitari e di video promozionali. 
Ha partecipato in qualità di giudice al programma di Sky Italia Lady Burlesque, dimostrando di avere buona dimestichezza anche con l'italiano. Nel 2015 è stata membro della giuria principale della 68ª edizione del Festival di Cannes, diretta dai Fratelli Coen. Nel 2016 ha interpretato Jenny ne L'opera da tre soldi in scena al Teatro Strehler di Milano per la regia di Damiano Michieletto.

## Filmografia

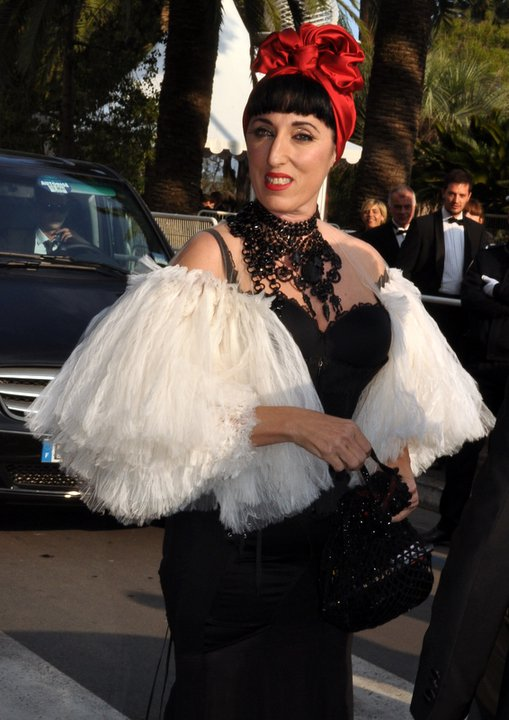
Rossy de Palma al Festival di Cannes 2011

### Cinema
- La legge del desiderio (La ley del deseo), regia di Pedro Almodóvar (1987)
- Donne sull'orlo di una crisi di nervi (Mujeres al borde de un ataque de nervios), regia di Pedro Almodóvar (1988)
- Alcune signore per bene, regia di Bruno Gaburro (1989)
- Légami! (¡Átame!), regia di Pedro Almodóvar (1989)
- Nel giardino delle rose, regia di Luciano Martino (1990)
- Bersaglio tutto nudo (Los gusanos no llevan bufanda), regia di Javier Elorrieta (1992)
- Kika - Un corpo in prestito (Kika), regia di Pedro Almodóvar (1993)
- Azione mutante (Acción mutante), regia di Álex de la Iglesia (1993)
- Chicken Park, regia di Jerry Calà (1994)
- Prêt-à-Porter, regia di Robert Altman (1994)
- El porquè de las cosas, episodio Amor, regia di Ventura Pons (1995)
- Peggio di così si muore, regia di Marcello Cesena (1995)
- Il fiore del mio segreto (La flor de mi secreto), regia di Pedro Almodóvar (1995)
- Metalmeccanico e parrucchiera in un turbine di sesso e politica, regia di Lina Wertmüller (1996)
- Cuerpo en el bosque, regia di Joaquim Jordá (1996)
- Franchesca Page, regia di Kelley Sane (1997)
- Hors jeu, regia di Karim Dridi (1998)
- La perdita dell'innocenza (The Loss of Sexual Innocence), regia di Mike Figgis (1998)
- La voce degli angeli (Talk of Angels), regia di Nick Hamm (1998)
- Esa maldita costella - that damned rib, regia di Juan José Jusid (1999)
- Le boulet - In fuga col cretino, regia di Alain Berberian e Frederic Forestier (2002)
- People, regia di Fabien Onteniente (2004)
- Double zéro, regia di Gérard Pirès (2004)
- Tu la conosci Claudia?, regia di Massimo Venier (2004)
- 20 centimetri (20 centímetros) regia di Ramón Salazar (2005)
- Gli abbracci spezzati (Los abrazos rotos), regia di Pedro Almodóvar (2009)
- Miss Tacuarembó, regia di Martín Sastre (2010)
- 3 bodas de más, regia di Javier Ruiz Caldera (2013)
- Tutti pazzi in casa mia (Une heure de tranquillité ), regia di Patrice Leconte (2015)
- Julieta, regia di Pedro Almodóvar (2016)
- Madame, regia di Amanda Sthers (2017)
- Toc Toc, regia di Vicente Villanueva (2017)
- L'uomo che uccise Don Chisciotte (The Man Who Killed Don Quixote), regia di Terry Gilliam (2018)
- Questione di tempismo (Brillantissime), regia di Michèle Laroque (2018)
- Nonostante tutto (A pesar de todo), regia di Gabriela Tagliavini (2019)
- Mio fratello rincorre i dinosauri, regia di Stefano Cipani (2019)
- Una sirena a Parigi (Une sirène à Paris), regia di Mathias Malzieu (2020)
- Trash, regia di Francesco Dafano e Luca Della Grotta (2020)
- Madres paralelas, regia di Pedro Almodóvar (2021)
- Devotion, regia di J. D. Dillard (2022)
- Carmen, regia di Benjamin Millepied (2022)
- Luna di miele con mamma (Lune de miel avec ma mère), regia di Nicolas Cuche (2025)

### Televisione
- Caterina e le sue figlie – serie TV, 8 episodi (2010)
- The White Princess – miniserie TV, episodio 1x06 (2017)
- Haciendo cerveza - serie TV, episodio 2x02 (2018)
- Little Birds – miniserie TV, 6 episodi (2020)
- Carrément Craignos – miniserie TV, 6 episodi (2021)

## Discografia
Singoli
- 2002 – C'est quoi ton boulet
- 2006 – Calor (con G-Swing)
- 2018 – Dominatrix (con Max Skiba)

## Riconoscimenti
- Premio Goya
  - 1993 – Candidatura alla miglior attrice non protagonista per Kika - Un corpo in prestito
  - 1995 – Candidatura alla miglior attrice non protagonista per Il fiore del mio segreto.
- Festival di Locarno
  - 1998 – Premio speciale alla miglior attrice per Hors jeu

## Doppiatrici italiane
Nelle versioni in italiano delle opere in cui ha recitato, Rossy de Palma è stata doppiata da:
- Susanna Javicoli in Kika - Un corpo in prestito, Prêt-à-Porter
- Ludovica Modugno in Franchesca Page, Tutti pazzi in casa mia
- Roberta Paladini in  Julieta, Madres paralelas
- Roberta Greganti in Nonostante tutto, Una sirena a Parigi
- Isabella Pasanisi in Donne sull'orlo di una crisi di nervi
- Ida Sansone nr Il fiore del mio segreto
- Sonia Scotti in Le boulet - In fuga col cretino
- Laura Romano in Double zero
- Elena Bianca in 20 centimetri
- Francesca Fiorentini ne Gli abbracci spezzati
- Alessandra Chiari in Madame
- Emanuela Rossi in Toc Toc
- Daniela Di Giusto ne L'uomo che uccise Don Chisciotte
- Alessandra Cassioli in Mistero a Saint-Tropez
- Rachele Paolelli in Luna di miele con mamma